# Isalger
Isalger är olika typer av alger som finns på havsis eller markis. På havsis i havens polarregioner är algerna viktiga för nettoprimärproduktionen.
Isalger som finns i sötvatten kan ändra färgen på glaciärer och isflak, vilket påverkar reflexionsförmågan hos isen.
Isalger spelar en avgörande roll i primärproduktionen och fungerar som en del av basen inom den polära födotillgången genom att konvertera koldioxid och oorganiska näringsämnen till syre och organiskt material genom fotosyntes i havets övre del i både Arktis och Antarktis. Inom Arktis varierar beräkningarna av bidraget från havets alger till den totala primärproduktionen från 3–25 %, upp till 50–57 % i högarktiska regioner. Havets alger ansamlar snabbt biomassa, ofta vid basisen, och växer till att bilda algmattor som konsumeras av amfipoder som krill och hoppkräftor. I slutändan äts dessa organismer av fisk, valar, pingviner och delfiner. När isalgssamhällen frigörs från sjöisen konsumeras de av pelagiska organismer, t.ex. djurplankton, när de sjunker genom vattenpelaren och av bentiska ryggradslösa djur när de bosätter sig på havsbotten. Havsisalger som livsmedel är rika på fleromättade och andra väsentliga fettsyror och är den exklusiva tillverkaren av vissa viktiga omega-3-fettsyror som är viktiga för äggproduktion, äggkläckning och zooplanktontillväxt och funktion.
Tidpunkten för havets algblomningar har en betydande inverkan på hela ekosystemet. Initiering av blomningen styrs främst av solens återkomst på våren (det vill säga solvinkeln). På grund av detta uppkommer isalger vanligt före blomningen av pelagiska fytoplankton, som kräver högre ljusnivåer och varmare vatten. Tidigt på säsongen, före issmältningen, utgör isisalger en viktig matkälla för högre trofiska nivåer. Procentandelen som sjöisalger bidrar till den primära produktionen av ekosystemet beror starkt på omfattningen av istäckningen. Snöns tjocklek på havsisen påverkar också tidpunkten och storleken på isalgen genom att förändra ljustillgängligheten. Denna känslighet för is- och snöskydd har potential att orsaka ett missförhållande mellan rovdjur och deras livsmedelskälla, sjöisalger, i ekosystemet. Den så kallade matchningen har tillämpats på olika system. Exempel har setts i förhållandet mellan djurplanktonarter, som förlitar sig på sjöisalger och fytoplankton som mat, och juvenil alaska pollock i Berings hav.
Det finns flera sätt som isalgblomningar tros starta sin årliga cykel, och hypoteser om dessa varierar beroende på vattenspelarnas djup, hur länge isperioden varar och taxonomisk grupp. Där havsisen ligger över djupt hav föreslås att celler som är fångade i fleråriga islösningsfickor ansluts till vattenpelaren nedan och snabbt koloniserar närliggande is i alla åldrar. Detta är känt som den fleråriga hypotesen om havsis. Denna spridningskälla har påvisats i kiselarter, som dominerar sympagiska blomningar. Andra grupper, såsom dinoflagellaterna, som också blommar på våren och sommaren, har visat sig upprätthålla låga celltal i själva vattenpelaren och övervintrar inte främst inom isen. Där havsis täcker hav som är något grundare, kan resuspension av celler från sedimentet uppstå.